# 2234 Schmadel
2234 Schmadel је астероид главног астероидног појаса чија средња удаљеност од Сунца износи 2,697 астрономских јединица (АЈ).
Апсолутна магнитуда астероида је 12,5.